# Sexo sin penetración

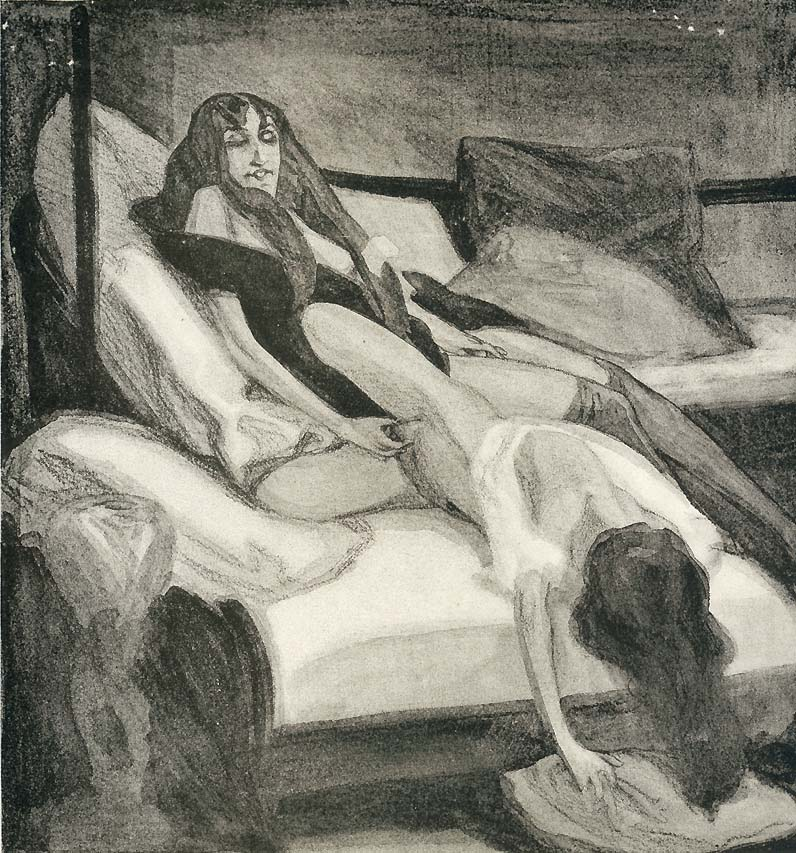
Dibujo de Franz von Bayros que muestra un acto de «fingering»

El sexo sin penetración o el coito sin penetración es una actividad sexual que normalmente no incluye la penetración sexual. Por lo general, excluye los aspectos penetrativos de la actividad sexual vaginal, anal u oral, pero incluye diversas formas de actividad sexual y no sexual, como los frotamientos (frottage), la masturbación mutua, los besos o acostarse abrazados. Algunas formas de sexo sin penetración, sobre todo aquellas referidas al término en inglés outercourse (traducible aproximadamente como «coito externo» o «coito por fuera», en contraste con intercourse, la palabra en inglés que significa coito «regular»), incluyen aspectos penetrativos, tales como la penetración que puede resultar de formas de fingering (penetración con los dedos) o de formas del sexo oral. Como se desprende de estas diferencias, un punto de debate es si el sexo sin penetración se refiere exclusivamente a que haya o no penetración peneana.
Las personas practican el sexo sin penetración por diversas razones, tales como una forma de juego sexual previo o como un acto sexual principal o preferido. Parejas heterosexuales pueden mantener relaciones sexuales sin penetración como alternativa a la penetración pene-vaginal, para por ejemplo preservar la virginidad o como un tipo de control de la natalidad. Parejas del mismo sexo también pueden practicar el sexo sin penetración como una forma de mantener su virginidad, y hombres homosexuales pueden usarlo como alternativa a la penetración anal.
Aunque infecciones de transmisión sexual (ITS/ETS) como el herpes, el VPH o las ladillas pueden transmitirse a través de la actividad sexual genital-genital o genital-corporal sin penetración, las relaciones sexuales sin penetración pueden utilizarse como una forma de sexo más seguro, en tanto es menos probable que se intercambien fluidos corporales (la principal fuente de transmisión de ITS/ETS) durante las actividades, especialmente en lo que respecta a los aspectos exclusivamente no penetrativos.

## Definiciones y prácticas

### Generalidades
Si bien las relaciones sexuales sin penetración (llamadas en inglés «outercourse», que se puede traducir como «coito externo» o «coito por fuera») suelen definirse como aquellas que excluyen la penetración sexual, algunos actos sexuales sin penetración pueden tener componentes tanto de penetración como de no penetración y, por lo tanto, pueden seguir clasificándose como relaciones sexuales sin penetración. El sexo oral, por ejemplo, puede clasificarse como sexo sin penetración sea que incluya caricias orales de los genitales, o que incluya también la penetración del pene en la boca o la penetración oral de la vagina. A la vez, el sexo oral también puede considerarse sexo sin penetración por el mero hecho de no ser coito vaginal o anal.
Las palabras penetración y penetrativo pueden asimismo restringirse a la penetración pene-vagina y, de este modo, la definición de relación sexual sin penetración incluye además el sexo anal penetrativo, utilizándose el término relación sexual sin penetración para contraponer el término coito, entendido como sexo vaginal. También existen definiciones que restringen el término de sexo sin penetración a si se ha producido penetración con el pene, o a actos sexuales no penetrativos que no implican intercambios de fluidos corporales potencialmente infecciosos 

### Frottage (frotamientos)

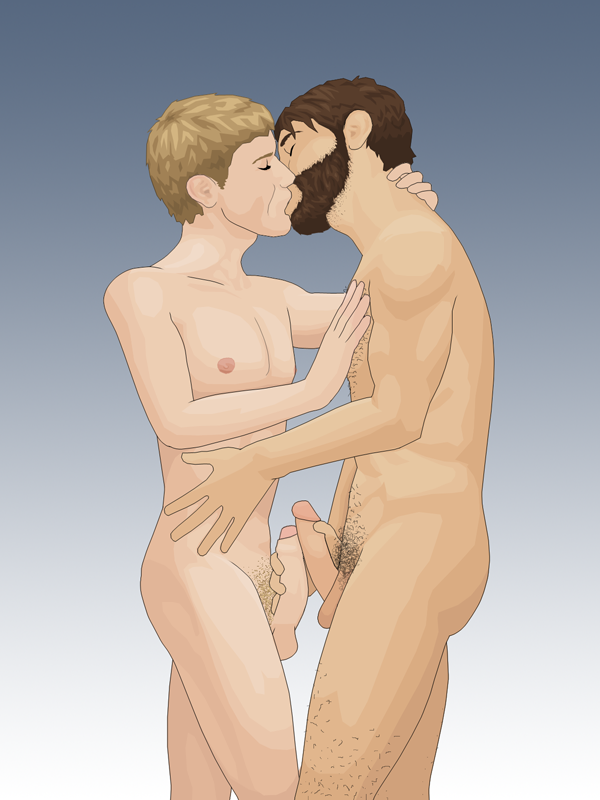
Frot: Dos hombres se frotan los penes para crear sensaciones sexuales

El término frottage deriva del verbo francés frotter (frotar). Frottage o frotamiento es el término general para el acto de frotar o rozar cualquier parte del cuerpo, incluyendo las nalgas, los pechos, el abdomen, los muslos, los pies, las manos, las piernas o los órganos sexuales contra el órgano sexual de otra persona; puede ocurrir con o sin ropa y es ocasionalmente conocido como sexo en seco (del inglés, dry humping). Cuando el frottage incluye el roce entre genitales, a veces se denomina frotamiento genito-genital o GG Puede asimismo incluir al sexo intercrural.
Las parejas pueden practicar el frottage como una forma de juegos sexuales preliminares o simplemente como un método para alcanzar gratificación sexual sin los aspectos penetrativos del sexo vaginal, anal u oral, lo que también puede constituir su forma personal de preservar la virginidad, o su manera de practicar sexo seguro. A menudo, jóvenes practican el frottage como una etapa previa de intimidad sexual antes de desear un contacto sexual más explícito.
Tres términos derivan de frotter. Entre ellos se incluyen frottage, el acto sexual que implica frotarse; frot, el acto sexual que se refiere exclusivamente al frotamiento genital no penetrativo entre hombres (que también puede denominarse frottage), y el de frotismo, una parafilia que implica una obsesión con el frottage o con la realización del frottage sin consentimiento (por ejemplo, presionar los genitales contra una desconocida en un metro abarrotado) .

### Masturbación mutua
La masturbación mutua (también llamada sexo manual) suele implicar la estimulación manual de los genitales por parte de dos o más personas que se estimulan a sí mismas o entre sí. Puede realizarse en situaciones en las que los participantes no se sienten preparados, físicamente capaces, socialmente en libertad o dispuestos a participar en ningún acto sexual con penetración, o en un acto sexual con penetración en particular, pero aun así desean participar en una actividad sexual mutua. También se realiza como parte de un repertorio completo de actividad sexual, donde puede utilizarse como juego previo, mientras que, para otros, es la actividad sexual principal elegida.
Los tipos de masturbación mutua incluyen el handjob (la estimulación sexual manual del pene o el escroto de un hombre), y el fingering (la estimulación sexual manual de la vagina, el clítoris u otras partes de la vulva de una mujer), así como el uso de juguetes sexuales (p. ej., vibradores). También puede incluirse la estimulación sexual de los genitales con los pies, así como la estimulación manual del ano.

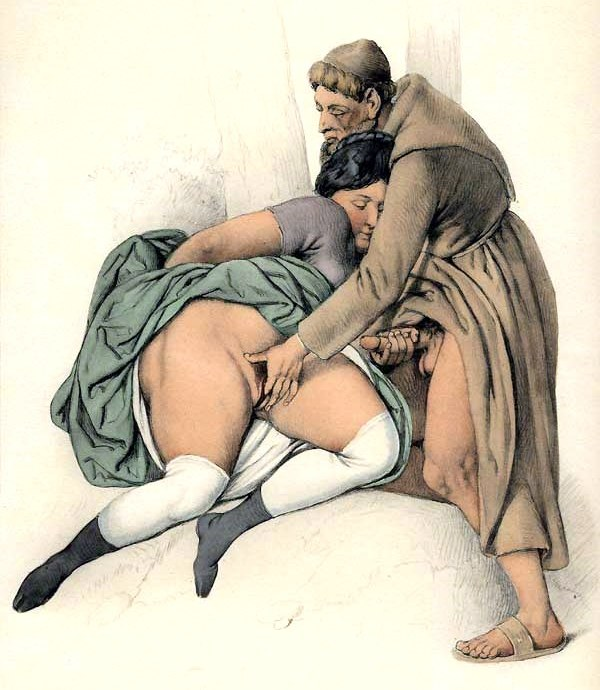
1840 Johann Nepomuk Geiger ilustración de una masturbación mutua

Al igual que el frottage, en general, la masturbación mutua puede utilizarse como alternativa a la penetración penil-vaginal, para preservar la virginidad o para evitar el embarazo. Puede dar lugar a que uno o ambos de los miembros de la pareja alcancen el orgasmo. Si no se intercambian fluidos corporales (como es habitual), la masturbación mutua es una forma de sexo seguro y reduce en gran medida el riesgo de transmisión de enfermedades sexuales.
En las caricias genitales manuales en pareja para alcanzar el orgasmo o el orgasmo extendido, ambas personas se centran en crear y experimentar un orgasmo en una de ellas. Normalmente, una persona se tumba sin pantalones, mientras su pareja se sienta a su lado. La pareja que está sentada utiliza las manos y los dedos para acariciar lentamente el pene o el clítoris u otros genitales de la pareja. El orgasmo expandido, como técnica de masturbación mutua, supuestamente crea experiencias de orgasmo más intensas y extensas que lo que se puede describir o incluir en la definición de un orgasmo normal. Incluye una gama de sensaciones que abarcan orgasmos con todo el cuerpo y orgasmos que duran desde unos minutos hasta muchas horas. Sin embargo, esta técnica no está exenta del riesgo de contraer infecciones de transmisión sexual, en particular el VIH, a raíz de la posibilidad de pequeñas heridas en los dedos o en las áreas genitales.

### Otras formas

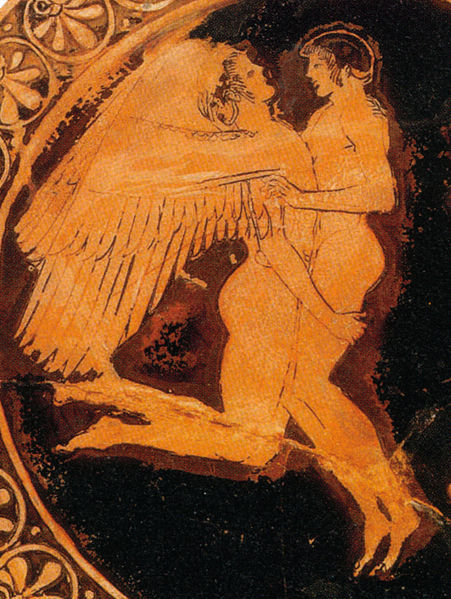
Ilustración griega de figuras rojas de sexo intercrural entre un dios alado (Eros o Céfiro) y un joven (quizá Jacinto).

Dependiendo de la definición que se use de sexo sin penetración otros actos sexuales que podrían ser categorizados como tal incluyen:
- Fetichismo axilar: Variante sexual en la que el pene se introduce en la axila del brazo cerrado de la otra persona [32][33].[34]
- Bundling (atado): Una tradición de cortejo en algunas comunidades cristianas neerlandesas y norteamericanas que ha desaparecido en gran medida. Dos jóvenes que se cortejaban eran puestos cada uno en un saco atado al cuello y eran metidos juntos en una cama para que pasaran la noche.
- Masaje erótico: masaje del cuerpo para crear placer y relajación. Puede realizarse entre dos o más personas de cualquier sexo y orientación sexual. Puede implicar el uso de aceites (calientes o no) o sólo las manos del individuo. También se conoce como masaje sensual.[35]
- Footjob: estimulación sexual del pene de una persona con los pies de otra. En algunos casos puede formar parte de un fetiche de pies. Un individuo coloca sus pies alrededor del pene y lo acaricia hasta alcanzar el orgasmo. También se dan variaciones en las que el clítoris se estimula con los pies.
- Sexo intercrural: cuando se estimula el pene colocándolo entre los muslos de otro individuo. Puede utilizarse lubricación para permitir que el pene se mueva más libremente entre los muslos.[36]
- Sexo interglúteo: estimulación del pene utilizando las nalgas, a menudo utilizada como forma de masturbación mutua. Se diferencia del sexo anal porque no se produce penetración del ano. El pene se estimula moviéndose entre las nalgas.
- Masturbación con las mamas: estimulación del pene colocándolo entre los pechos y moviéndolo arriba y abajo para simular la penetración y generar placer.
- Estimulación de los pezones: cuando un miembro de la pareja acaricia (manual u oralmente) los pezones de su pareja. Cualquier individuo puede participar en este acto y puede realizarse en parejas o en grupo.
- Tribadismo: forma de sexo lésbico en la que las mujeres se frotan los genitales entre sí (ya sea frotando los genitales entre sí o frotando los genitales de una contra otras partes del cuerpo de otra persona).[37][38]